# Ed Abbaticchio
Ed Abbaticchio (Pennsylvania, 1877. április 15. – Fort Lauderdale, 1957. január 6.) amerikai olasz baseballjátékos és gridiron futballjátékos. Ő volt a baseball-bajnokság első olasz származású játékosa. Tagja az Amerikai Olasz Sporthírességek Csarnokának.